# Китабхане

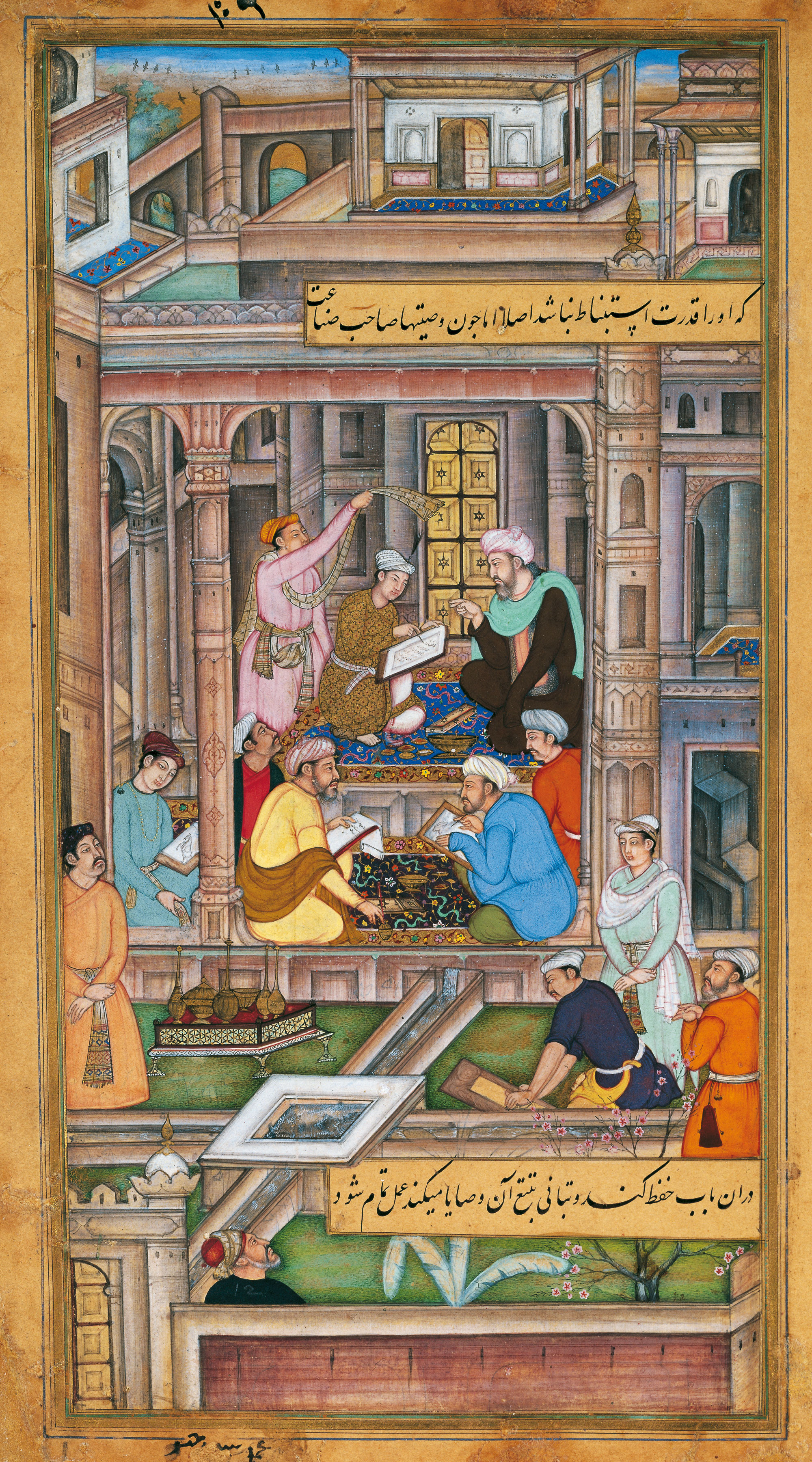
Художники и каллиграфы за работой. Могольская миниатюра. 1590-95 гг. Собрание принца Садруддина Ага-хана.

Китабхане (также «китабхана»; от араб. и перс. «китаб» — книга, перс. «хане» — дом) — библиотека-мастерская в средневековых странах ислама.
Первоначально в странах, где распространился ислам, переписывались только Коран и хадисы. В качестве писчего материала на Ближнем Востоке издревле использовался папирус, производство которого в Египте представляло собой целую индустрию (особенно дорогие экземпляры Корана писались на пергамене, иногда золотом). Первые исламские государственные образования — государства Омейядов и Аббасидов — в этом отношении сильно зависели от Египта, поскольку вся деловая переписка велась на папирусе. Проникновение в Арабский халифат более дешевой и удобной, чем папирус, бумаги произошло после Таласской битвы. С 935 года совершенно прекращаются датированные папирусы, в то время как с 912 года появляются датированные документы на бумаге.
Копиисты-переписчики и иллюстраторы работали при дворах государств Газневидов (977—1118) и Фатимидов (910—1171). Однако после падения Фатимидов часть каллиграфов и художников перебралась в аббасидский Багдад.
Первая настоящая китабхане, то есть библиотека, в которой, кроме накопления книг, осуществлялись переводы с других языков, делались копии не только религиозных, но литературных и научных сочинений, появилась, судя по всему, в Багдаде при дворе халифов. Самые ранние из дошедших до наших дней арабских иллюстрированных манускриптов датируются концом XII века. В дальнейшем китабхане стали появляться при всех дворах и во всех крупных городах Ближнего и Среднего Востока. Самые крупные книжные собрания насчитывали по нескольку десятков тысяч манускриптов (например, в шахской китабхане Сефевидов в Тебризе хранилось около 70 000 книг).
Китабхане представляла собой большое собрание ценнейших, подчас довольно древних рукописей. В китабхане они копировались или варьировались, заново украшались миниатюрами и изящными переплетами. По существу, китабхане в Средние века была средоточием всей духовной и культурной жизни города, области или двора правителя. Здесь собирались лучшие художники, переписчики-каллиграфы, поэты и мыслители. Самые крупные китабхане существовали при шахских дворах.
Во главе китабхане стоял начальник — китабдар, которым обычно назначали одного из самых талантливых каллиграфов или художников. В создании книги принимали участие:
- лаваат — оформитель, аранжировщик всей книги
- кариб — переписчик
- хаттат — каллиграф
- наккаш или мусаввир — художник-миниатюрист
- мукавассаз — переплетчик
- униван — орнаменталист, создатель орнаментов

а также позолотчики, мастера филигранной резьбы и тиснения по коже или картону.
Содержание китабхане требовало больших средств, поскольку над отдельными рукописями мастера трудились не один год. Например, большое тебризское «Шахнаме» шаха Тахмаспа I выполнялось с 1539 по 1543 год. Для таких произведений искусства требовались дорогие материалы, в частности золото и серебро. Подобные манускрипты были предметом гордости владетелей библиотек. Правители и отдельные вельможи преподносили их в дар лишь в особо торжественных случаях. Таким образом, культура китабхане была по большей части аристократической. Доступ в хранилища рукописей имели обычно лишь немногие избранные и приближенные шаха или знатного вельможи, владетеля китабхане. Однако наряду с крупными китабхане существовали небольшие мастерские по переписке книг, в которых создавались недорогие коммерческие экземпляры литературных произведений в соответствии со спросом иных социальных групп — обученных грамоте богатых купцов или ремесленников.
Кроме перечисленного, китабхане были художественными школами или институтами, в которых обучались молодые художники, вырабатывались художественные новации, придумывались новые подходы для иллюстрирования рукописей.
Китабхане существовали на мусульманском Востоке до XIX века, пока не были окончательно вытеснены печатным станком.